# ロックマンエグゼ (漫画)
『ロックマンエグゼ』は、鷹岬諒による日本の漫画作品。カプコンより発売されたGBAソフト『ロックマンエグゼシリーズ』を原作として『月刊コロコロコミック』（小学館）に2001年2月号から2006年9月号まで連載された。
原作と同様、光熱斗とロックマンが、仲間たちとともに様々な電脳世界の脅威と戦う。原作のキャラクターや要素に基づいた話の展開がされているが、オリジナルの要素も作中には登場している。単行本は全13巻。復刊ドットコムにより単行本未収録作品も収録した新装版全8巻が発売された。
2023年3月27日、『ロックマンエグゼ アドバンスドコレクション』の発売を記念し、「秋原小学校卒業20周年の同窓会を次週に控えたある日の出来事」を描いた描きおろし漫画『ロックマンエグゼ〜20年ぶりの同窓会〜』がゲームの公式サイトと「コロコロオンライン」で公開された。

## ストーリー
あらゆる物にコンピュータネットワークが張り巡らされ、世界中の人が携帯端末「PET」を持つ時代。秋原小学校に通う小学生、光熱斗はネットナビ、ロックマンとの息がピッタリで、ネットバトルに夢中になっていた。だが、そんな中、サイバーテロを仕掛ける犯罪組織、WWW（ワールドスリー）の事件に巻き込まれて行く。そして、ついには科学省が占拠、父親が人質に取られてしまう。父親を救うため、WWW（ワールドスリー）の計画を阻止するため、「究極のプログラム」と融合した最強のコンピュータウイルス、ドリームウイルスと対峙する。
WWW（ワールドスリー）の事件後、熱斗とロックマンは思いがけず裏世界最強と言われるナビ、フォルテと出会う。しかし、圧倒的な力の差に敗北。強さを求めて、裏インターネットの神殿にあるという幻の強化パーツを探しに行く。神殿の守護者との戦いの末、スタイルチェンジの能力を獲得。だが、その力はネットマフィア、ゴスペルに狙われ、そしてまた、フォルテを呼び寄せることになる。
その後、デンサンシティに闇の力が発生。現実世界と電脳世界が融合するという現象が起き、ナビやウイルスが実体化を始める。闇の力の発生源を潰すべく、行動を始める熱斗とロックマンだが、そこにフォルテをも超える裏世界の王、セレナードが現れる。闇の力に対抗する新たな力、ソウルユニゾンを与えられ、闇の力の発生源、プロトを破壊しようとするも、そこから闇の力を得たフォルテが現れる。
フォルテとの関係に決着がつこうとした時、真の闇のナビであるというダークロイドがフォルテを連れ去ってしまう。そのダークロイドの1人はロックマンとそっくりな姿をしたロックマンDS（ダークソウル）であった。その後、ロックマンDS（ダークソウル）はフォルテを取り込むためロックマンに憎しみの感情を抱かせようとロックマンにとって大切な存在に危害を加え始める。
闇の力が大きくなる中、軍事大国アメロッパの軍が動き出し、事態の沈静化を図り始めた。それと同時にソウルユニゾンという強力な力を持つロックマンは危険分子と見なされて軍に追われることになる。

## 登場人物

### 主要登場人物
光 熱斗（ひかり ねっと）
主人公であり、父親・祐一朗から贈られたネットナビ、ロックマンのオペレーター。一人称は「オレ」。ネットバトル好きで、オペレートの腕も優秀。しかし、学校の勉強は苦手でたまに学校をサボったりする軽い不良少年。
WWW（ワールドスリー）のナビ、ナンバーマンの撃破やネットバトルの実力を認められて、公認ネットバトラーに認定される。ロックマンとのフルシンクロが可能になったのはこの時からである。
ロックマン
熱斗のネットナビで、熱斗の父親が作成したネットナビである。一人称は「ボク」。熱斗からは「ロック」と呼ばれている。作中においてはロックバスターはあまり使わず、熱斗から転送されたバトルチップを多用する他、接近戦では格闘も行う。また、作中で熱斗が自作したバトルチップでバックパックに推進装置「ロックブースター」が装備され、飛行が可能になった。熱斗は対照的に真面目で説教好きな性格。また、おしゃべりでもある。ゲーム本編では心臓病で病死した熱斗の双子の兄、彩斗の人格をベースにしたネットナビという設定があったが本作では触れられず後に裏設定としてロックマン自身も知らないが同じ設定である事が明かされた。
サイトスタイルにスタイルチェンジしたときは、一人称が「オレ」に変わるなど性格が変化し、接近戦は格闘、遠距離戦では掌からエネルギー弾を放つ。
伊集院 炎山（いじゅういん えんざん）
日本初の18歳未満（通常は18歳未満の者は取得できない）の公認ネットバトラー。一人称は「オレ」。クールで、オペレートの技術は群を抜く。初めは熱斗を敵視していたが、その実力を認めるようになる。原作本編と違い、大企業の御曹司という設定は登場していない。
ブルース
炎山のナビ。一人称は「オレ」。高速移動とソード系の武器を組み合わせた近接戦を得意とする。裏の王セレナードから受け取った妖刀ムラマサを手にしてからは、ムラマサスタイルにスタイルチェンジできるようになった。

### 学校
桜井 メイル（さくらい メイル）
熱斗の幼馴染み。いつも、何かとだらしない熱斗の面倒を見ている。
ロール
メイルのネットナビ。原作本編よりも表情が豊かで、ロックマンに惚れているような描写もある。男性キャラクターを「くん」付けで呼ぶようになっている。
大山 デカオ（おおやま デカオ）
熱斗の友人。ウイルスバスティングやネットバトルは力任せの攻撃を行うことが多い。作中に1回だけフルシンクロに成功したことがある。
ガッツマン
デカオのナビ。パワー系のナビでパンチを得意とする。第1巻でナンバーマン戦の際にデリートされたため、第2巻以降のガッツマンはバックアップデータから復元したものである。
綾小路 やいと（あやのこうじ やいと）
お金持ちの家の女の子。作中では出番が少ない。
グライド
やいとのナビ。
大園 まり子（おおぞの まりこ）
熱斗のクラスの美人教師。豪華客船の知らせを聞いて興奮したり、やり残っていた授業をまとめてやったりとかなりお茶目。
アキラ
第3話目にのみ登場。熱斗の親友で、いたずら好きな性格。コンピュータ関係は苦手らしい。後に転校する。

### WWW（ワールドスリー）
ワイリー総帥
自分が研究してきたロボット工学よりもネット工学に需要が集まっている世界に反感を抱き、世界を消去（デリート）させる作戦を開始する。
火野 ケンイチ（ひの ケンイチ）
作中で最初に登場したWWW（ワールドスリー）の幹部。第2話目で熱斗に接触し自己紹介した際、『月刊コロコロコミック』連載時では「ケンイチ」の部分が「健一」 と漢字表記されていたが、単行本化の際に「ケンイチ」と修正された。
ファイアマン
ケンイチのナビ。火を操る。学校を火事にした張本人。
日暮 闇太郎（ひぐれ やみたろう）
当初はWWW（ワールドスリー）として活動していたが、後に更生する。
ナンバーマン
日暮のナビ。
ストーンマン
保安プログラムを破壊する自立型ネットナビ。ガッツマンとロックマンとの連携攻撃のガッツシュートでデリートされる。
エレキ伯爵（エレキはくしゃく）

エレキマン
エレキ伯爵のナビ。WWW事件の収束後、エレキ伯爵より見捨てられてしまい、ネットを彷徨っているとボンバーマンに出会い、意気投合。はぐれ戦隊爆電ジャーを結成する。
ドリームウイルス
WWW（ワールドスリー）が開発したウイルス。必殺技は、巨大な隕石を降らす「滅帝王（メテオ）」。ドリームオーラはあらゆる攻撃を無効化する強力なバリアで、攻撃を受けるたびに消滅するが復活速度が速すぎるために断続的に発生しているように見える。最後はブルースのナイトソードでドリームオーラを剥がされ、ロックマンのゼータキャノンでデリートされる。
ボンバーマン
自立型ネットナビ。WWW事件の収束後にエレキ伯爵にお払い箱にされたエレキマンと出会い、はぐれ戦隊爆電ジャーを結成する。ロックマンとブルースを倒そうと行動を始める。語尾に「づら」をつける。

### ウラインターネット
フォルテ
コサック博士が開発した世界初の「完全自律型ネットナビ」。敵の能力を吸収する「ゲットアビリティプログラム」を持つ。よって強敵と戦えば戦うほど強くなり、サイトスタイルのロックマンと戦った時にはサイトスタイルの力を吸収しフォルテサイトスタイルへと変貌したことがある。
ある事件により、人間を信じられなくなり、その後は孤独に裏インターネットを彷徨う。心に生まれる渇きと飢えを満たすため、常に強さを求め、そしていつか人間たちに復讐しようとしていた。
しかし、幾度となくロックマンと戦う内にロックマンたちとの間に絆が生まれていった。
シャドーマン
忍者のような姿をしたネットナビ。熱斗がドリームウイルスとの対決で相打ちになったロックマンを助けるために裏インターネットに潜った時に彼に試練を与えた。熱斗には「ニンジャマン」と呼ばれたことがある。
ゲートマン
ゲートマン一族の一人。裏インターネットのエリアとエリアを繋ぐ“門（ゲート）”を司るのを使命としているナビ。不手際でロックマンを「メットールの里」まで通してしまう。
ファラオマン
ダークサンクチュアリにある神殿で、「秘宝」と呼ばれる幻の強化パーツを守護していたナビ。
最強の四戦士
ファラオマンと共に「秘宝」を守る4人のナビ。挑戦者の能力を完全にコピーし、さらにスタイルチェンジで独自の特殊能力を付加することができる。ロックマンが挑んだ時にはそれぞれガッツスタイル、シールドスタイル、ブラザースタイル、カスタムスタイルにスタイルチェンジした。四戦士は皆、性格が異なっている。
セレナード
裏の王と呼ばれる存在。遠距離攻撃を全て跳ね返す能力を持つ。その力はフォルテの至近距離のアースブレイカーですら通用しない。だが最期はフォルテGS（ゴスペルスタイル）により倒され、フォルテGS（ゴスペルスタイル）にその能力を吸収される。後にカーネルの親友であることが判明した。

### ゴスペル
ネットマフィア。とある目的により豪華客船クィーン・オーシャン号内にて熱斗とロックマンを襲撃する。
風吹 アラシ（かぜふき アラシ）

エアーマン
アラシのネットナビ。初登場のゴスペルメンバーで、ロックマンとブルースとの対決に乱入した。
速見 ダイスケ（はやみ ダイスケ）

クイックマン
ダイスケのネットナビ。
カットマン
自立型ネットナビ。
プリンセス・プライド

ナイトマン
プライドのネットナビ。
ガウス・マグネッツ
クィーン・オーシャン号における死の宴の会長。
マグネットマン
ガウスのネットナビ。
フリーズマン
自立型ネットナビ。クィーン・オーシャン号を凍結状態にした。
ゴスペル首領
正式名称はケイ・ユウキ。シュンがゴスペルグループに乗っ取られたときの姿。
電脳獣ゴスペル
ゴスペルの最終兵器。必殺技は口からの炎で攻撃する「ブレス・オブ・ゴスペル」。ロックマンのサイトスタイル形態であえなく撃破された。

### 闇の四天王とその関係者
フレイムマン
ファイアマンが闇のメタモルフォーゼで変貌した姿。闇の力を吸収することで何度でも甦ることができる。最後はキングマンのチェック・メイトでデリートされた。
西古 レイ（さいこ レイ）
闇の力で世界を支配するためにフラッシュマンとともに現実世界で破壊活動を行う。
フラッシュマン
レイのネットナビ。
デザートマン
闇の四天王の一人。現実世界と電脳世界が融合した特殊な空間に潜入してロックマンたちを襲撃した。ブルースのムラマサスタイルで撃破される。
犬飼 猛雄（いぬかい たけお）
闇の四天王の命令でロックマンたちの始末をしようとする。
ビーストマン
猛雄のナビ。ブルースのムラマサスタイルで撃破される。
ダークマン
闇の四天王の一人。はじめにブルースと対立した。
プラントマン
闇の四天王の一人。ダークマンの後にブルースと対立した。
ドリルマン
闇の四天王の一人。空間の穴からブルースを襲撃した。
プロト
初期型インターネットであり、闇の力の発生源。中からフォルテGS（ゴスペルスタイル）が出てきた。

### ダークロイド
ロックマンDS（ロックマンダークソウル）
ロックマンの闘争心と闇の力が反応して生まれたロックマンにそっくりな姿をしたダークロイド。ロックマンとはまるで違う性格、能力で、言動も暴力的である。ロックバスターは使わず、掌からエネルギー弾を放つ。他のナビの能力を吸収する機能があり、作中においてはフォルテ、レーザーマンの能力を吸収した。鋭い攻撃をする前に不敵な笑みを露出する。
レーザーマン
ダークロイドの一種にしてロックマンDS（ダークソウル）の側近。ナビの憎しみの力を制御させる機能を持ち、ガッツマンには凶暴化をさせて、憎しみのロックマンには彼からのエネルギーをロックマンDS（ダークソウル）に与えた。ブルースのムラマサブレードで切り刻まれた後は、ロックマンDS（ダークソウル）に一時撤退を求めるも、笑顔で受け入れてくれたつもりが逆に取り込まれてしまう。
シェードマン
闇の電脳世界に来たロックマンと熱斗を迎え、闇のノイズでフルシンクロを解除して熱斗をさらったが、憎しみのロックマンに撃破された。
クラウドマン
ロックマンとトマホークマンと対立するが、トマホークソウルで敗れ去る。
コスモマン
ダークロイドの一種。フォルテに変装して、アメロッパ軍に捕らわれていたロックマンを奪取し、カーネルをデリートしようとしたが、失敗に終わる。最後はネビュラグレイと融合してロックマンと戦う。
ネビュラグレイ
暗黒の破壊神。フォルテだけでは歯が立たなかったが、フォルテとロックマンの融合のフォルテクロスロックマンでも途中で融合を解除されてしまう。最後は獣化したロックマンに敗れ去る。
Dr.リーガル（ドクターリーガル）
ダークロイド全体を束ねるオペレーター。ネビュラグレイをデリートされてダークロイドを全滅させられたときは、まだまだ奥の手があると言っていたが、フォルテに罪滅ぼしを求められてデリートされる。

### アメロッパ
バレル

カーネル
バレルのナビ。セレナードの親友で、彼を殺したフォルテを装ったコスモマンと対立する。電脳獣との戦いでは、アイリスと一心同体のプログラムであることが判明した。
ディンゴ
トマホークマン
ディンゴのナビ。斧を用いた攻撃を得意とする。ロックマンとよく喧嘩をする。ロックマンから「トンママン」と間違えて呼ばれたことがある。
チャーリー・エアスター

ジャイロマン
チャーリーのナビ。
メディ
アメロッパの国立メディカルセンターに勤める。ロックマンの闇の力を弱めるためメディカルセンターまで強制連行した。原作本編と違い、女らしい言葉遣いになっている。

### 電脳獣を巡る者たち
アイリス
少女のような姿をしたプログラム。後にカーネルと一心同体となってロックマンに力を貸す。
チロル

サーカスマン
チロルのナビ。獣化したロックマンを攻めまくる。
ジャッジマン
カーネル、エレメントマンとともにロックマンと対立して、アレストブックで攻めた。
エレメントマン
カーネル、ジャッジマンとともにロックマンと対立して、ライトニングドライブで攻めた。
グレイガ
獅子のような姿をした電脳獣。ロックマンにその力を吸収される。
ファルザー
怪鳥のような姿をした電脳獣。フォルテにその力を吸収される。

### その他
織田（おだ）
電脳捜査課（ネットポリス）の一人。警部補（後に警視に昇進）に位置する。駄洒落が得意。
マサ
流しの魚屋。
シャークマン
マサのネットナビ。ガッツマンがWWW（ワールドスリー）の事件を解決させたと勘違いしたことがある。
黒井 みゆき（くろい みゆき）
ロックマンと熱斗から黒い影が見えると言った。
スカルマン
みゆきのネットナビ。
帯広 シュン（おびひろ シュン）
英語混じりの日本語を喋る。炎山の会話に余計なことを言うため、炎山によくつっこまれている。
荒駒 虎吉（あらごま とらきち）
アキンドシティー一のネットバトラー。
キングマン
虎吉のナビ。
名人（めいじん）
ナンバー1のネットバトルインストラクター。電脳世界まで来てマントで身を隠してロックマンの実力を試した。
パンク
名人のナビ。プライドがありロックマンに正々堂々と戦うも、サイトスタイルで止めを刺してくれという言葉に反応したロックマンをはめてマッドローラーで撃破する。デザートマンには歯が立たなかった。
ラウル
闇の力の分布について綿密に調査をしてきた。その結果、デンサン岬の先に浮かぶ人工島にあることが分かった。
サンダーマン
ラウルのナビ。
ライカ
シャーロの少年軍人。シャーロ軍のネットワーク部隊2個中隊を壊滅させたロックマンの身柄引き渡しを要求する。
サーチマン
ライカのナビ。シャーロ軍ネットワーク第13部隊所属。スコープガンによる正確な射撃を得意とする。
コサック博士
フォルテの生みの親。番外編に登場する。フォルテを可愛い息子という。
バブルマン
野良ナビ。金好きな性格で、ロックマンたちにダークロイドの居場所を教える代わりに、1億ゼニーを要求したり、ロックマンが指名手配されたときに賞金の1億ゼニーのためにロックマンをかくまって居場所を教えたりする。
アクアマン
野良ナビでバブルマンの弟分。バブルマンを兄のように慕っている。
バグライザー
外伝に登場。ネットバトル実験システムのバトルチップスタジアムにて破壊本能が宿った戦闘バグ機動体。必殺技は、「バグデスサンダー」と「バグライズソード」。オリジナルプログラムアドバンスのボスコノパニックエクスプレスでデリートされた。

## 既刊一覧
1. ISBN 978-4091428714
2. ISBN 978-4091428721
3. ISBN 978-4091428738
4. ISBN 978-4091428745
5. ISBN 978-4091428752
6. ISBN 978-4091428769
7. ISBN 978-4091428776
8. ISBN 978-4091428783
9. ISBN 978-4091428790
10. ISBN 978-4091428806
11. ISBN 978-4091400758
12. ISBN 978-4091401700
13. ISBN 978-4091402462